# 海迹湖
海迹湖，指原来为海洋的一部分，后来因为地质变迁等原因，海洋某一部分的水被陆地隔开，形成一个咸水湖。这种湖通常为封闭状态，但也有半封闭状态的。在诸多类海迹湖中，最常见的一类即潟湖。世界上最大的湖里海就是最著名的海迹湖。年代久遠的海迹湖若有淡水注入等问题，有可能会最終变成淡水湖，这种湖常称为残迹湖。